# Tutenstein
Tutenstein (2003-2008) – amerykański animowany serial telewizyjny, nadawany w Polsce przez telewizję Jetix od 20 grudnia 2004 roku a później przez Polsat.

## Fabuła
Tytułowym bohaterem serialu jest ożywiona mumia dziesięcioletniego faraona Tut Anket Set Amona. W skrócie Tut. Tutensteinem nazwała go przyjaciółka z czasów współczesnych - dwunastoletnia Cleo. Będąc eksponatem w jednym ze współczesnych muzeów zostaje ożywiony poprzez uderzenie pioruna czego świadkiem była Cleo. I choć przez trzy i pół tysiąca lat wiele się zmieniło, to Tutenstein pozostaje w przekonaniu, że wciąż jest wielkim faraonem, wręcz władcą świata i wszyscy mają mu służyć. Często mniej lub bardziej współpracuje z bogami starożytnego Egiptu i tylko przed nimi czuje respekt. Wrogiem jest Set i jego słudzy dążący do zdobycia berła Uas. Inne postaci mitologii egipskiej też się pojawiają. Wciąż mają wielki wpływ na funkcjonowanie Ziemi, choć od bardzo dawna nie oddawano im czci.

## Bohaterowie

### Główne
- Tutankensetamon / Tutenstein / Tut – jest mumią faraona Tutankensetamona. Tut wstał z grobu, kiedy Cleo trzymała berło Uaz, błyskawica odbiła się od niego i pomknęła w grób. Tut sądzi, że jest jeszcze faraonem i że ludzie to jego niewolnicy. Jego pseudonim powstał od Tutanchamona i Frankensteina. Jego prawdziwe imię to też zlepienie słów od Tutanchamon, anken, Set i Amon.
- Cleopatra Carter / Cleo – jest nastolatką fascynującą się Starożytnym Egiptem. To ona spowodowała, że Tut wstał z grobu. Miała ojca, który zginął w wypadku samochodowym. Umie jeździć na deskorolce. Ma przyjaciółkę Natashę, w której zakochał się Tut. Jej imię pochodzi od Kleopatry oraz jej nazwisko od Howarda Cartera, archeologa, który znalazł mumię Tutanchamona.
- Luksor – podopieczny Tuta, kot Kleo. Pełni również funkcję doradcy Tuta. Umie mówić. Jak każdy kot nie lubi wody. Jego imię pochodzi od egipskiego miasta – Luksoru.

### Drugoplanowe
- Walter – strażnik muzeum, w którym mieszka Tut. Jest strasznie bojaźliwy, ponieważ uważa, że widział mumię biegającą w muzeum. Gdy jest zestresowany lubi się opychać i dzwonić do psychologa, gdzie podaje się za swojego szefa.
- Profesor Horacy Behdety – właściciel muzeum. Waltera nazywa Jacobs. Zawsze uważa, że gdy jest pokazany w telewizji, sądzi że jest za gruby
- Profesor Rozalia Vanderwheel – asystentka prof. Behdety’ego. Jest doktorem w muzeum. Często oprowadza wycieczki
- Natasha – przyjaciółka Cleo. Tut jest w niej zakochany
- Kyle – przyjaciel Cleo. Zakochany w Natashy
- Jake – chłopak Cleo
- Rosalie Revera – dziennikarka. Nienawidzi Behdety'ego
- Alice Carter – mama Cleo
- Bogowie Starożytnego Egiptu:
  - Set
  - Ozyrys
  - Anubis
  - Tot
  - Horus
  - Re (Ra)
  - Atum
  - Imhotep
  - Izyda (Izis)
  - Hathor/Sachmet
  - Bastet
  - Geb
  - Bes
- Bestie Starożytnego Egiptu:
  - wąż Apopis
  - Pożeraczka
  - Zjadacz Cienia
  - szakale Seta

## Wersja polska
Opracowanie i udźwiękowienie wersji polskiej: na zlecenie Jetix – Eurocom Studio
Reżyseria: Tomasz Grochoczyński
Dialogi:
- Berenika Wyrobek (odc. 1-3, 19-20, 24-29, 36-37),
- Katarzyna Krzysztopik (odc. 5-18, 21-23),
- Wojciech Szymański (odc. 30-33, 35, 38-39),
- Aleksandra Rojewska (odc. 34)

Dźwięk i montaż:
- Jacek Kacperek (odc. 1-26),
- Jacek Gładkowski (odc. 27-39)

Kierownictwo produkcji: Marzena Omen-Wiśniewska
Udział wzięli:
- Cezary Kwieciński – Tut
- Cynthia Kaszyńska – Kleo
- Tomasz Marzecki – Luksor
- Jarosław Domin –
  - Walter,
  - Jake
- Jacek Jarosz – Profesor Behdety
- Paweł Szczesny –
  - Imhotep,
  - Ozyrys,
  - Horus
- Jerzy Słonka – Bes
- Jolanta Wołłejko –
  - Dr Wanderweel,
  - Bastet,
  - Isis
- Grzegorz Drojewski – Kail
- Anna Wiśniewska – Natasha
- Tomasz Grochoczyński – Set
- Katarzyna Błachiewicz
- Agnieszka Kunikowska
- Ilona Kucińska
- Józef Mika
- Iwona Rulewicz

## Odcinki
- W Polsce serial pojawił się po raz pierwszy:
  - w TV Jetix: łącznie I (odcinki 1-13) i II seria (odcinki 14-26) – 20 grudnia 2004 roku,
  - w TV Jetix: III seria (odcinki 27-39) – 5 lutego 2007 roku,
  - w TV Polsat: łącznie I (odcinki 1-13) i II seria (odcinki 14-26) – 9 grudnia 2006 roku,
  - w TV Polsat: III seria (odcinki 27-39) – 30 czerwca 2007 roku.
- W grudniu 2004 roku premierowo wyemitowano 25 odcinków. Jeden z nich z przyczyn technicznych został wyemitowany dopiero trzy miesiące później, tzn. w marcu 2005 roku.
- Odcinek 35 ma powtórzony tytuł polski z odcinka 34, a odcinek 39 z odcinka 37.

### Spis odcinków
| N/o            | Polski tytuł             | Angielski tytuł                      |
| -------------- | ------------------------ | ------------------------------------ |
|                |                          |                                      |
| SERIA PIERWSZA |                          |                                      |
|                |                          |                                      |
| 01             | Przebudzenie             | The Awakening                        |
|                |                          |                                      |
| 02             | Klątwa Faraona           | Curse Of The Pharaoh                 |
|                |                          |                                      |
| 03             | Uparte Uszebti           | Clash Of The Shabtis                 |
|                |                          |                                      |
| 04             | Świat Tutensteina        | I Did It My Way                      |
|                |                          |                                      |
| 05             | Piramida dla Faraona     | The Powerful One                     |
|                |                          |                                      |
| 06             | Łódź miliona lat         | The Boat Of Millions Of Years        |
|                |                          |                                      |
| 07             | Król Memphis             | King Of Memphis                      |
|                |                          |                                      |
| 08             | Urok Nataszy             | There’s Something About Natasha      |
|                |                          |                                      |
| 09             | Bliska śmierć            | Near Dead Experience                 |
|                |                          |                                      |
| 10             | Noc Duchów               | Ghostbusted                          |
|                |                          |                                      |
| 11             | Strefa niebezpieczeństwa | The Unsafety Zone                    |
|                |                          |                                      |
| 12             | Współlokatorzy           | Roommates                            |
|                |                          |                                      |
| 13             | Koronacja Tutensteina    | Happy Coronation Day, Tutenstein     |
|                |                          |                                      |
| SERIA DRUGA    |                          |                                      |
|                |                          |                                      |
| 14             | Przyjaciele              | Friends                              |
|                |                          |                                      |
| 15             | Zielonooka mumia         | Green-Eyed Mummy                     |
|                |                          |                                      |
| 16             | Pożeracz Cieni           | The Shadow Gobbler                   |
|                |                          |                                      |
| 17             | Tut Junior               | Tut Jr.                              |
|                |                          |                                      |
| 18             | Na usługach Faraona      | Something Sphinx                     |
|                |                          |                                      |
| 19             | Boski Tut                | The Supreme Tut                      |
|                |                          |                                      |
| 20             | Opieszały Tut            | Procras-Tut-Nation                   |
|                |                          |                                      |
| 21             | Dziadek Tut              | Old Man Tut                          |
|                |                          |                                      |
| 22             | Zamiana                  | Cleo’s Catastrophe                   |
|                |                          |                                      |
| 23             | Kłopoty profesora        | Behdety Late Than Never              |
|                |                          |                                      |
| 24             | Jednodniowa królowa      | Queen For A Day                      |
|                |                          |                                      |
| 25             | Genialny Walter          | Walter The Brain                     |
|                |                          |                                      |
| 26             | Dzień wszystkich duchów  | Day Of The Undead                    |
|                |                          |                                      |
| SERIA TRZECIA  |                          |                                      |
|                |                          |                                      |
| 27             | Powrót Faraona           | The Comeback Kid                     |
|                |                          |                                      |
| 28             | Wszystkiego po kawałku   | Rest in Pieces                       |
|                |                          |                                      |
| 29             | Nieodparty urok          | Irresistible You                     |
|                |                          |                                      |
| 30             | Bezsenność w sarkofagu   | Sleepless in Sarcophagus             |
|                |                          |                                      |
| 31             | Bolesna prawda           | The Truth Hurts                      |
|                |                          |                                      |
| 32             | Berło Uaz było u nas     | Was Not Was                          |
|                |                          |                                      |
| 33             | Tut obrońca              | Tut the Defender                     |
|                |                          |                                      |
| 34             | Bezsenność w sarkofagu   | Spells and Sleepovers                |
|                |                          |                                      |
| 35             | Bez lęku                 | Fearless                             |
|                |                          |                                      |
| 36             | Fałszywy Faraon          | UnPharaoh                            |
|                |                          |                                      |
| 37             |                          | Into the Past                        |
|                |                          |                                      |
| 38             | Mały problem Tuta        | Tut’s Little Problem                 |
|                |                          |                                      |
| 39             | Trzymaj oczy przy sobie  | Keep Your Wandering Eyes to Yourself |
|                |                          |                                      |

### Opisy odcinków

#### Seria trzecia
- Powrót Faraona (The Comeback Kid)

Tutenstein ma dosyć bycia mumią. Prosi Izydę by dała mu zaklęcie które zmieni go w człowieka. Izyda wzywa Niebieski Ankh który może być wezwany tylko raz oraz instrukcje i poucza młodego faraona by postępował dokładnie z poleceniami. Tut jednak nie czyta instrukcji obsługi Niebieskiego Ankhu i od razu czyta zaklęcie które zmienia go w człowieka. Skacze do wody na nowej wystawie i upuszcza Niebieski Ankh który otwiera wrota do zaświatów. Tut chcąc zamknąć portal zmienia szkielet tyranozaura z muzeum w ciało a Set wykorzystuje to i ożywia go duchem węża. W końcu Tut chcąc zmienić tyranozaura z powrotem w szkielet, niechcący zmienia Luksora i Cleo w szkielety. Gdy Tutenstein czyta instrukcję do Niebieskiego Ankhu znajduje zaklęcie które przywróci wszystko do normy razem z nim zmieniając go z powrotem w mumię. Tut mówi to zaklęcie i rozbija Ankh o ziemie, Cleo i Luksor stają się normalni tak jak i tyranozaur z muzeum staje się na powrót szkieletem. Duch węża wraca przez portal który się zamyka. Potem Tut mówi, że przez jego niecierpliwość będzie do końca życia na ziemi mumią.